# Arthur Cayley

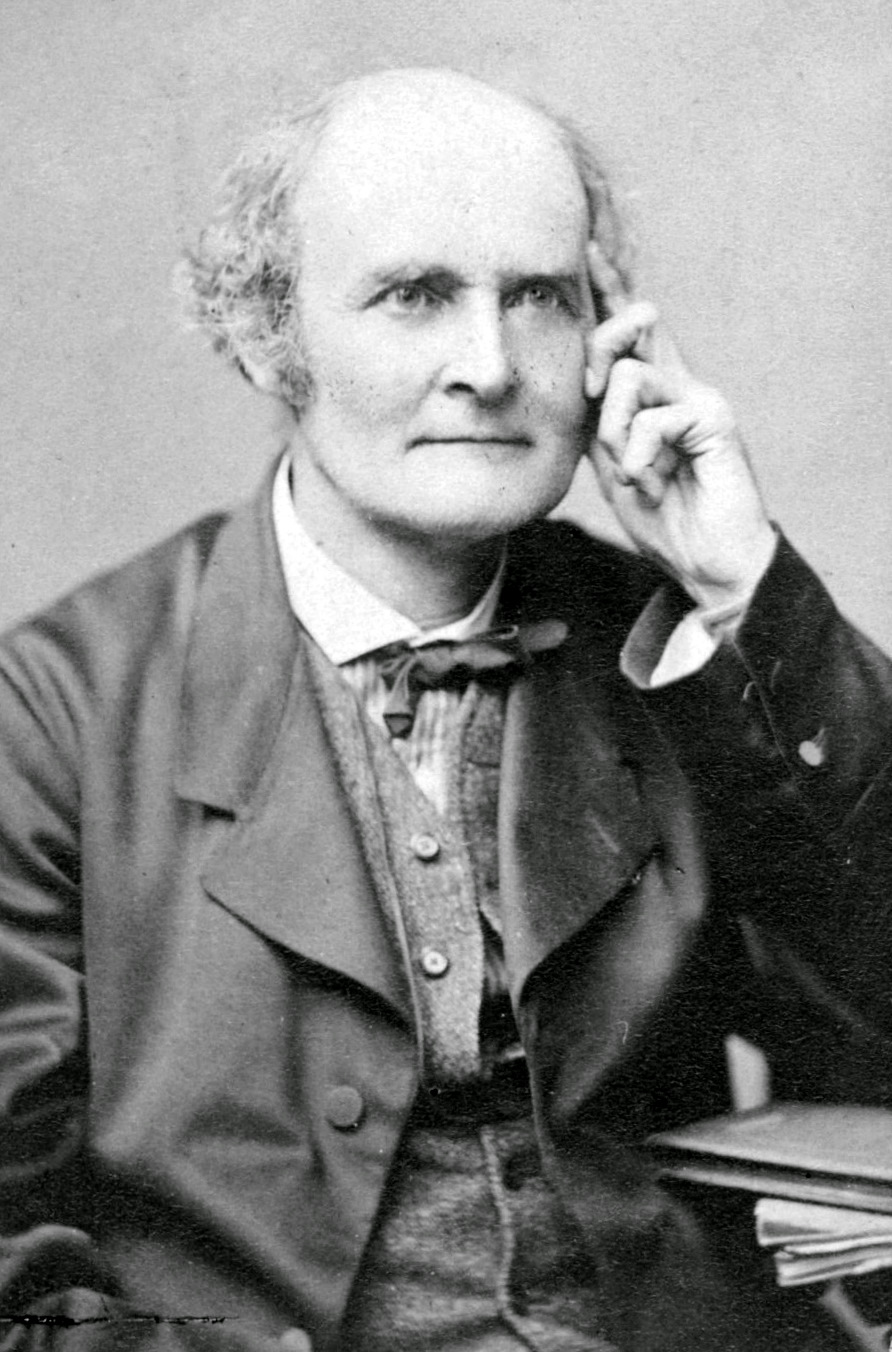
Arthur Cayley

Arthur Cayley (* 16. August 1821 in Richmond upon Thames, Surrey; † 26. Januar 1895 in Cambridge) war ein englischer Mathematiker. Er befasste sich mit sehr vielen Gebieten der Mathematik von der Analysis, Algebra, Geometrie bis zur Astronomie und Mechanik, ist aber vor allem für seine Rolle bei der Einführung des abstrakten Gruppenkonzepts bekannt.

## Leben
Cayley war der Sohn des Kaufmanns Henry Cayley, dessen Vorfahren aus Yorkshire stammten, der sich aber in Sankt Petersburg niederließ, wo Cayley als Kind acht Jahre lebte. 1829 zog die Familie wieder nach England, nach Blackheath bei London, wo er privat unterrichtet wurde. Cayley besuchte ab 14 Jahren das King’s College in London, wo sein Lehrer aufgrund seiner Begabung ein Studium der Mathematik in Cambridge empfahl. Er studierte ab 1838 am Trinity College in Cambridge, wo er sich in Griechisch, Französisch, Deutsch, Italienisch und Mathematik hervortat. In Mathematik war sein Tutor George Peacock, und Cayley wurde in den Tripos-Prüfungen 1842 Senior Wrangler, veröffentlichte schon als Studienanfänger drei Arbeiten im Cambridge Mathematical Journal (deren Themen sich aus seinem Studium der Werke von Joseph-Louis Lagrange und Pierre-Simon Laplace ergaben) und gewann den Smith-Preis. 1845 machte er seinen Master-Abschluss. Er gewann auch in einer kompetitiven Prüfung eine Fellowship des Trinity College, blieb noch vier Jahre in Cambridge und publizierte in dieser Zeit mehrere Arbeiten, musste sich dann aber einen einträglicheren Beruf suchen. Er beschloss Anwalt zu werden und trat 1846 Lincoln’s Inn in London bei. Noch während seiner Anwaltsausbildung reiste er nach Dublin, um Vorlesungen von William Rowan Hamilton über Quaternionen zu hören. Cayley arbeitete überwiegend als Notar. Mit seinem Freund James Joseph Sylvester, der als Versicherungsmakler arbeitete, diskutierte er aber weiter über Mathematik und veröffentlichte in seinen 14 Jahren als Anwalt rund 250 mathematische Aufsätze.
1863 wurde er auf den neu gegründeten Sadlerian-Lehrstuhl für Reine Mathematik in Cambridge berufen. Das war eine deutliche Einkommenseinbuße für Cayley, bedeutete aber die Erfüllung seines Lebenstraums. Gleichzeitig mit der Annahme der Professur heiratete er 1863. 1872 wurde er Ehren-Fellow des Trinity College und 1875 Fellow. 1882 hielt er Vorlesungen in Baltimore auf Einladung von Sylvester an der Johns Hopkins University. 1883 wurde er Präsident der British Association. Ab 1889 erschienen seine Gesammelten Werke bei Cambridge University Press, die am Ende 13 Quart-Bände und 967 Arbeiten umfassten. Die ersten sieben Bände gab er noch selbst heraus, die folgenden Bände sein Nachfolger als Sadlerian Professor Andrew Russell Forsyth.
Nach Arthur Cayley sind der Cayley-Purser-Algorithmus, der Asteroid (16755) Cayley und der Cayley-Krater auf dem Mond benannt.
1852 wurde er als Mitglied („Fellow“) in die Royal Society gewählt, die ihm 1859 die Royal Medal und 1882 die Copley-Medaille verlieh. 1863 wurde er korrespondierendes Mitglied der Académie des sciences. Am 4. Dezember 1865 wurde er zum Ehrenmitglied (Honorary Fellow) der Royal Society of Edinburgh gewählt. 1866 wurde er in die American Academy of Arts and Sciences gewählt, 1883 in die National Academy of Sciences. Cayley erhielt auch die De-Morgan-Medaille der London Mathematical Society und die Huygens-Medaille in Leiden. Er war vielfacher Ehrendoktor (unter anderem Oxford, Dublin, Göttingen, Heidelberg, Leiden, Bologna, Edinburgh). Cayley war korrespondierendes Mitglied der Académie des sciencese sowie Mitglied der Akademien in Berlin, Göttingen, Sankt Petersburg, Mailand, Rom, Brüssel, Leiden, Uppsala und Budapest. Er war Offizier der französischen Ehrenlegion.
Er war zeitweise Präsident der Cambridge Philosophical Society, der London Mathematical Society und der Royal Astronomical Society. 1874 wurde sein Porträt, gemalt von Lowes Dickinson, in der Halle des Trinity College aufgehängt und seine Büste ebenfalls zu Lebzeiten in der Bibliothek des Trinity College.
Cayley war auch passionierter Bergsteiger.

## Werk
Cayley begründete mit Sylvester die Invariantentheorie, ein Gebiet, das beide in England so sehr dominierten, dass man sie auch die „Invarianten-Zwillinge“ nannte. Cayley führte 1854 den Begriff (und Namen) der abstrakten Gruppe ein, dem er nicht nur die sonst seit Augustin Louis Cauchy viel untersuchten Permutationsgruppen zuordnete, sondern auch zum Beispiel Matrizen und Quaternionen. Zur Definition der Gruppen benutzte er Multiplikationstabellen. Vorläufer von Cayley bei der Definition des Gruppenkonzepts waren Cauchy und Evariste Galois, die allerdings nur Permutationsgruppen behandelten. Galois definierte Gruppen auch nicht explizit, Cayley kannte aber seine Arbeit (die von Liouville 1845 neu herausgebracht worden war). Cayley schrieb außerdem über Matrizen, Determinanten, Quaternionen und algebraische Gleichungen. Er hat den in der Algebra wichtigen Satz von Cayley gefunden. Unabhängig von John Thomas Graves war er 1845 Entdecker der Oktonionen (einer Divisionsalgebra), auch Cayley-Zahlen genannt.
Im Streit um die Verwendung von Hamiltons Quaternionen, der Ende des 19. Jahrhunderts in England geführt wurde, verteidigte er 1894 gegenüber Hamiltons eifrigem Parteigänger Peter Guthrie Tait die Verwendung der Koordinaten: die Quaternion sei zwar ein schönes Konzept, ihre Anwendungen aber weniger.
Von Cayley stammt auch ein projektives Modell der nichteuklidischen (hyperbolischen) Geometrie (Cayley-Klein-Modell), in der die Geraden Geradensegmente im Innern einer Kreisscheibe sind mit einem Abstand (Metrik), der über das (in der projektiven Geometrie verwendeten) Doppelverhältnis zweier Punkte mit den Endpunkten des durch sie gelegten Geradenabschnitts auf dem Kreisrand gebildet wird.
Von Bedeutung waren auch seine Arbeiten zur algebraischen Geometrie, zum Beispiel über die Singularitäten algebraischer Kurven und die Klassifikation der kubischen Kurven. Wie Sylvester war auch Cayley ein Pionier der Graphentheorie (Begriffe wie Cayleygraph und Cayleybaum wurden dort nach ihm benannt). Von ihm stammt die Formel aus der Graphentheorie für die Anzahl der Bäume mit beschrifteten Knoten. Diese heißt Cayley-Formel und besagt: bei n Knoten sind dies {\displaystyle n^{(n-2)}}
Zu Lebzeiten veröffentlichte er nur ein Buch.

## Werke von Arthur Cayley mit verfügbaren Digitalisaten
- An elementary treatise on elliptic functions. Bell, Cambridge / Deighton 1876
- The collected mathematical papers of Arthur Cayley. Volume 1. University Press, Cambridge 1889–1897; archive.org
- The collected mathematical papers of Arthur Cayley. Volume 2. University Press, Cambridge 1889–1897; archive.org
- The collected mathematical papers of Arthur Cayley. Volume 3. University Press, Cambridge 1889–1897; archive.org
- The collected mathematical papers of Arthur Cayley. Volume 4. University Press, Cambridge 1889–1897; archive.org
- The collected mathematical papers of Arthur Cayley. Volume 5. University Press, Cambridge 1889–1897; archive.org
- The collected mathematical papers of Arthur Cayley. Volume 6. University Press, Cambridge 1889–1897; archive.org
- The collected mathematical papers of Arthur Cayley. Volume 7. University Press, Cambridge 1889–1897; archive.org
- The collected mathematical papers of Arthur Cayley. Volume 8. University Press, Cambridge 1889–1897; archive.org
- The collected mathematical papers of Arthur Cayley. Volume 9. University Press, Cambridge 1889–1897; archive.org
- The collected mathematical papers of Arthur Cayley. Volume 10. University Press, Cambridge 1889–1897; archive.org
- The collected mathematical papers of Arthur Cayley. Volume 11. University Press, Cambridge 1889–1897; archive.org
- The collected mathematical papers of Arthur Cayley. Volume 12. University Press, Cambridge 1889–1897; archive.org
- The collected mathematical papers of Arthur Cayley. Volume 13. University Press, Cambridge 1889–1897; archive.org